# Alojzy Seget
Alojzy Seget (ur. 25 listopada 1897 w Lubomi, zm. 3 sierpnia 1968 tamże) – powstaniec śląski. porucznik Wojska Polskiego, dowódca 4. (następnie 15.) Raciborskiego Pułku Piechoty,

## Życiorys
Syn Franciszka i Franciszki z domu Stukator. jego starszy brat Józef był także członkiem  Polskiej Organizacji Wojskowej i powstańcem śląskim. Uczęszczał do niemieckiej szkoły podstawowej, potem do szkoły handlowej w Raciborzu. Już jako kilkuletni chłopak był kolporterem "Nowin Raciborskich" i "Katolika". W czasie nauki szkolnej należał do polskiego kółka teatralnego w Raciborzu i Towarzystwa Śpiewaczego "Lutnia".Był związany z Domem Polskim "Strzecha" w Raciborzu. W latach I wojny światowej został wcielony do niemieckiego wojska (17 sierpień 1914 - 31 stycznia 1919), walczył na froncie zachodnim, gdzie został ranny. Ostatnie miesiące wojny spędził w szpitalu w Gdańsku. Brał udział w walkach w Gdańsku i Berlinie podczas ruchów rewolucyjnych w Niemczech w 1918 r. Dostarczał broń powstańcom wielkopolskim. Ukończył szkołę szturmową i kurs obsługi karabinów maszynowych. 
W lutym 1919 powrócił do rodzinnej wioski i wstąpił do Polskiej Organizacji Wojskowej, ps. Heinrich Waldhöh.  W ramach POW prowadził prace organizacyjne na terenach południowo-wschodniej i południowo-zachodniej części powiatu raciborskiego. Brał udział w I powstaniu śląskim (1919) a po jego upadku przebywał w Czechosłowacji. Po amnestii powrócił do Raciborza. W II powstaniu śląskim (1920) jako dowódca II baonu w powiecie raciborskim nie mógł rozwinąć szerszej działalności, ponieważ trwało ono zaledwie kilka dni a stacjonujące w Raciborzu oddziały włoskie uniemożliwiły skutecznie koncentrację podległych mu jednostek. Następnie przeszedł specjalne szkolenie wojskowe. W III powstaniu śląskim był dowódcą 4. (następnie 15.) Raciborskiego Pułku Piechoty, na którego czele opanował prawobrzeżną część powiatu raciborskiego, a następnie z powodzeniem obronił środkowy odcinek linii Odry w walkach w okolicach Bukowna i Olzy.
W okresie międzywojennym był naczelnikiem gminy w Luboni. Był także mistrzem budowlanym. W 1923 r. ożenił się z Emilią z domu Bugdoł. Członek Związku Powstańców Śląskich, należał do koła w Luboni.Był organizatorem w Lubomi organizował ochotniczą straż pożarną, oraz działał czynnie w kilkunastu towarzystwach społeczno-kulturalnych, m.in. był wiceprezesem koła Związku Obrony Kresów Zachodnich. W l. 30. XX wieku posiadał samochód osobowy. Podczas kampanii wrześniowej bronił wraz z byłymi powstańcami i młodzieżą harcerską środkowego i północnego odcinka Odry, Następnie przedostał się do Rumunii, a później przez Jugosławię i Włochy do Francji. Walczył w Polskich Siłach Zbrojnych na Zachodzie na terenie Francji, gdzie został ranny. Finalnie trafił do Anglii, gdzie ukończył studia administracyjne oraz działał w Centralnym Komitecie Pomocy Ofiarom Wojny.  
W 1946 powrócił do kraju i mieszkał w Pszowie, gdzie pracował w Przedsiębiorstwie Budownictwa Przemysłu Węglowego. Był założycielem miejscowej Samopomocy chłopskiej, do 1949 r. również jej prezesem. Członek organizacji kombatanckich m.in. ZBoWiD-u. W ostatnich latach życia mieszkał w rodzinnym domu w Lubomi, gdzie zmarł. Został pochowany w rodzinnym grobowcu na cmentarzu w Lubomi. 
Pozostawił wspomnienia opublikowane w: Wspomnienia Opolan, t. 2, pod red, Aliny Glińskiej, Kazimierza Malczewskiego, Andrzeja Pałosza, Warszawa 1965, Instytut "Pax", s. 357-363, oraz Ze wspomnień uczestników, „Wrocławski Tygodnik Katolików" 1971 nr 18 s. 2 

## Odznaczenia
- Krzyż Komandorski Orderu Odrodzenia Polski[12]
- Śląski Krzyż Powstańczy[12]
- Krzyż Niepodległości[13]
- Krzyż Walecznych[12]
- Gwiazda Górnośląska[12]
- Medal Zwycięstwa i Wolności 1945[12]
- Srebrny Krzyż Zasługi[12]

## Upamiętnienie
Jest patronem ulicy w Raciborzu. W 85. rocznicę wybuchu III powstania śląskiego uchwałą Rady Gminy, nowo wybudowana hala sportowa w Lubomi otrzymała imię Alojzego Segeta. W 2009 r. wmurowano na budynku gminy w Lubomi tablicę pamiątkową poświęconą Alojzemu Segetowi.